# A Broad Bellfower
Pour plus de détails, voir Fiche technique et Distribution.
A Broad Bellflower est un film nord-coréen produit en 1987 réalisé par Joo Kyun-soon et écrit par Ri Choon-goo. Le film est disponible dans sa totalité sur YouTube avec des sous-titres anglais.

## Fiche technique
- Titre original : 도라지꽃
- Titre français : Une grande campanule
- Réalisation : Joo Kyun-soon
- Scénario : Ri Choon-goo
- Société de production : Korean Film Studio
- Pays d'origine : Corée du Nord
- Langue originale : Coréen
- Musique : Hwang Jin Yong

## Distribution
- Kim Ryung-joo : Pak Won-bong
- Oh Mi-ran : Jin Song-rim
- Song Yeon-ock : Song Hwa